# Судницин Федір Семенович
Судницин Федір Семенович, кандидат технічних наук, член ПЗУ; ДП агрокомбінат «Пуща — Водиця», 1-й заступник генерального директора.
Народився 6 травня 1955 (селище Лобва, Новолялинський район, Свердловська область, Росія); росіянин.
Освіта: Казанський авіаційний інститут, інженер-технолог.
03.2006 кандидат в нар. деп. України від «Громадянського блоку ПОРА-ПРП», № 195 в списку. На час виборів: начальник служби соціального розвитку та господарського забезпечення ВАТ "АК «Київводоканал», безпартійний.
04.2002 — кандидат в нар. деп. України, виб. окр. № 79, Запорізька область, висунутий Виборчим блоком політичних партій "Блок Віктора Ющенка «Наша Україна». «За» 5,44%, 3 місце з 7 претендентів. На час виборів: заступник генерального директора ВАТ «Укренергозахист», безпартійний.
Народний депутат України 2-го склик. з 04.1994 (2-й тур) до 04.1998, Шевченківський виборчій округ № 184, Запорізька область, висунутий виборцями. Член Комітету з питань фінансів і банківської діяльності. Член групи «Реформи». На час виборів: підприємство «Мотор-Січ», інженер-технолог.
З 1972 — робітник Лобвинського лісокомбінату; студент Казанського авіаційного інституту. З 1979 — інженер підприємства «Мотор-Січ». До квітня 2001 — заступник голови правління Фонду соціального страхування України. Потім — заступник генерального директора ВАТ «Укренергозахист»; начальник служби соціального розвитку та господарського забезпечення ВАТ "АК «Київводоканал».
Голова ради Всеукраїнської федерації профспілок «Наше право».
«Найкращий молодий винахідник СРСР» (1987). Орден «За заслуги» ІІІ ступеня (08.1997).